# Benedek Ferenc (öttusázó)
Benedek Ferenc (Tiszafüred, 1926. február 5. – 2020. március 19.) magyar öttusázó, edző, szakíró, Benedek Gábor olimpiai bajnok öttusázó testvére.

## Életpályája
1946-tól a Csepeli MTK, illetve a Budapesti Munkaerőtartalékok SE öttusázója volt. 3 alkalommal nyert magyar csapatbajnokságot, de elsősorban nem sportolóként, hanem edzőként vált ismertté. 1953-tól lett a Csepeli MTK, ill. a Csepel SC öttusa szakosztályának edzője. Edzésmódszertani újítóként jelentős szerepe volt a magyar öttusasport nemzetközi sikereiben. Tanítványai közül Maracskó Tibor világbajnok,  Németh Ferenc kétszeres olimpiai bajnok, Balczó András  háromszoros olimpiai bajnok és tízszeres világbajnok lett. Az 1956. évi olimpián a magyar öttusacsapat vezetőjeként vett részt. Az 1960. évi római olimpiára – ahol 2 tanítványa is aranyérmet nyert – kiutazását politikai okokból nem engedélyezték.
1965-ben a Testnevelési Főiskolán edzői, majd 1969-ben – László Istvánnal Magyarországon elsőként – öttusa mesteredzői oklevelet szerzett. 35 éves edzői pályafutás után vonult nyugalomba. Tevékenysége elismeréseként 2003-ban Bay Béla-díjjal tüntették ki.

## Díjai, elismerései
- Magyar Népköztársasági Sportérdemérem bronz fokozat (1956)[4]
- Magyar Népköztársasági Sportérdemérem arany fokozat (1972)
- Magyar Népköztársasági Sportérdemérem arany fokozat (1987)
- Mesteredző (1969)
- Bay Béla-díj (2003)
- Gerevich Aladár Életműdíj (2004)
- Tiszafüred díszpolgára (2004)
- Csepel díszpolgára (2014)

## Főbb művei
- A Magyar öttusasport Története Kiállítás a Sportág Nemzetközi Népszerűsítéséért, 1989 Exhibition on the History of Modern Pentathlon in Hungary for the International Popularisation of the Sports Branch (Az Országos Testnevelési és Sportmúzeum kiadványa, 1989 – ISBN 9630287250)
- 80 éves a Nemzetközi Öttusa Szövetség. Vándorkiállítás (Budapest, 1991)
- Gyújtogattam? A magyar öttusasport tüzét csiholtam. A magyar öttusasport 65 éve. 1927–1992 (Budapest, 1992)